# Jean-Baptiste t'Serstevens
Jean-Baptiste t'Serstevens, né le 1er septembre 1831 à Bruxelles et mort le 5 février 1910 à Marbaix-la-Tour, est un homme politique belge.

## Biographie
Gendre de Louis Troye, il est le beau-père de Léon Gendebien.
Il a été bourgmestre des villes de Marbaix-la-Tour et Thuin[Quand ?]. De 1880 à 1886 il est devenu membre de la Chambre des représentants de Belgique, puis membre du Sénat belge de 1894-1900